# Lothar Heimbach
Lothar Anton Daniel Heimbach (* 25. September 1908 in Hoffnungsthal; † 8. Dezember 1968 ebenda) war ein deutscher Polizist, SS-Hauptsturmführer und Leiter der Gestapo in Białystok.

## Leben
Lothar Heimbach war Sohn eines Steuerbeamten und Verwaltungssekretärs. Nach dem Besuch der Grundschule in seinem Geburtsort ging er auf das Realgymnasium in Köln, wo er 1927 die Reifeprüfung ablegte. Im selben Jahr wurde er zur Polizeischule in Bonn einberufen. Nach Ausbildungszeit und Probedienst wurde er zum Kriminalkommissar ernannt. Von 1934 bis 1935 diente er bei der Kriminalpolizei in Wuppertal. Kurz darauf war er bei der Staatspolizeistelle Dortmund tätig. Juni 1937 beantragte er die Aufnahme in die NSDAP und wurde rückwirkend zum 1. Mai desselben Jahres aufgenommen (Mitgliedsnummer 5.639.833). Im November 1938 wurde er zu einem Einsatzkommando nach Karlsbad abkommandiert. Im selben Jahr wurde er Mitglied der SS. Im November 1941 wurde er nach Südrussland zum Sonderkommando 10a der Einsatzgruppe D versetzt. In dieser Funktion war Heimbach an den Massenexekutionen in Krasnodar unmittelbar beteiligt. Wegen einer Erkrankung (Fleckfieber) kam er im Herbst 1942 zurück nach Dortmund. Anfang 1943 wurde er zum KdS Bialystok als Leiter der Abteilung IV (Gestapo) abkommandiert. Dort beteiligte sich an der Liquidierung des Ghettos Bialystok. Anschließend wurde er zum Stellvertreter des Führers des Einsatzkommando 13 der Einsatzgruppe H in der Slowakei ernannt. Ab Ende Oktober 1944 fungierte er dort zudem als Stützpunktführer in Bánovce nad Bebravou und im Dezember vorübergehend als Führer des gesamten Kommandos.
Nach Kriegsende wurde er von Angehörigen der US-Armee gefangen genommen und für einige Zeit in Ludwigsburg interniert. Im Jahr 1947 kehrte er nach Hoffnungsthal zurück, wo er zunächst verschiedene kaufmännische Tätigkeiten ausübte. Im Juli 1956 wurde er als Kriminalobersekretär in Köln eingestellt. Ein Jahr später leitete er ein Diebstahldezernat. Am 22. September 1960 wurde er festgenommen und kam in Untersuchungshaft. Am 14. April 1967 wurde er von vom Landgericht Bielefeld zu neun Jahren Zuchthaus verurteilt. Er wurde schuldig gesprochen an den Deportationen der Juden nach Auschwitz, Treblinka und Majdanek sowie an deren Erschießungen beteiligt gewesen zu sein. Das Urteil erging wegen Beihilfe zum Mord an mindestens 21.600 Fällen. Von der verhängten Strafe verbüßte Heimbach nur einen geringen Teil.